# La Grande Guerre (film)
Pour les articles homonymes, voir Grande Guerre (homonymie).
Pour plus de détails, voir Fiche technique et Distribution.
La Grande Guerre (La grande guerra) est un film italo-français de Mario Monicelli, sorti en 1959.

## Synopsis
En 1916, le Romain Oreste Jacovacci et le Milanais Giovanni Busacca se rencontrent dans un quartier militaire lors de l'appel aux armes. Le premier se promet de tromper l'autre en échange d'argent. Les deux se retrouvent sur le front : après la colère initiale de Giovanni, ils finissent par sympathiser et devenir amis. Bien que de caractère complètement différent, ils sont unis par l'absence d'idéal et le désir d'éviter tout danger afin de sortir indemne de la guerre. Après avoir traversé de nombreuses vicissitudes lors de l'entraînement, des combats et des congés rares, à la suite de la défaite de Caporetto, ils sont nommés agents de liaison, une tâche très dangereuse, qui leur est confiée car ils sont considérés comme les "moins efficaces".
Un soir, après avoir accompli leur mission, ils se couchent dans l'écurie d'un avant-poste non loin de la ligne de front, mais une brusque avancée des Autrichiens les fait se retrouver en territoire ennemi. Portant des manteaux de l'armée austro-hongroise pour tenter de s'échapper, ils sont capturés, accusés d'espionnage et menacés de mort. Dépassés par la peur, ils admettent avoir des informations cruciales sur la contre-attaque italienne sur le Piave, et pour se sauver, ils décident de les transmettre à l'ennemi. L'arrogance de l'officier autrichien et le mépris pour les Italiens, cependant, redonnent de la force à leur dignité, les conduisant à garder le secret jusqu'à l'exécution, l'un insultant hardiment le capitaine ennemi et l'autre qui, après la fusillade du compagnon, fait semblant de ne pas être au courant de l'information et est donc abattu peu de temps après.
La bataille s'est terminée peu de temps après, avec la victoire de l'armée italienne et la reconquête de la position tombée entre les mains des Autrichiens, ignorant le noble sacrifice de Busacca et Jacovacci, soupçonnés d'être des fugitifs, qui ont opté pour la mort afin de ne pas trahir leurs propres compatriotes.

## Fiche technique
- Titre français : La Grande Guerre
- Titre original : La grande guerra
- Réalisation : Mario Monicelli
- Scénario : Agenore Incrocci, Furio Scarpelli, Mario Monicelli et Luciano Vincenzoni (d'après son histoire)
- Photographie : Giuseppe Rotunno, Leonida Barboni et Roberto Gerardi
- Musique : Nino Rota
- Montage : Adriana Novelli
- Costumes : Piero Gherardi (pour Silvana Mangano) et Danilo Donati
- Production : Dino De Laurentiis
- Sociétés de production : Dino De Laurentiis Cinematografica, Gray film
- Pays de production :  Italie,  France
- Langue originale : italien
- Format : Noir et blanc - 35 mm - 2,35:1 (Cinémascope) - Mono
- Genre : comédie à l'italienne
- Durée : 130 minutes
- Année : 1959
- Dates de sortie :
  - Italie : septembre 1959 (présentation au Festival de Venise)
  - France : 4 mai 1960 (Paris)

## Distribution
- Alberto Sordi (VF : Michel Roux) : Oreste Jacovacci
- Vittorio Gassman (VF : Jean Claudio) : Giovanni Busacca
- Silvana Mangano (VF : Martine Sarcey) : Costantina, la jeune prostituée
- Folco Lulli (VF : Jean Violette) : Bordin
- Bernard Blier (VF : Lui-même) : le capitaine Castelli
- Romolo Valli (VF : René Arrieu) : le lieutenant Gallina
- Vittorio Sanipoli (VF : Pierre Morin) : le major Venturi
- Nicola Arigliano (VF : Henry Djanik) : Giardino
- Geronimo Meynier (VF : Michel François) : un messager
- Mario Valdemarin (it) (VF : Roger Rudel) : le cadet Lorenzi
- Elsa Vazzoler (it) (VF : Hélène Tossy) : la femme de Bordin
- Tiberio Murgia (VF : Guy Loriquet) : Nicotra
- Livio Lorenzon (VF : Claude Bertrand) : le sergent Barriferri
- Ferruccio Amendola : De Concini
- Carlo D'Angelo (it) (VF : Jacques Berthier) : le capitaine Ferri
- Achille Compagnoni (VF : Michel Gudin) : l'aumônier
- Luigi Fainelli (VF : Claude D'Yd) : Giacomazzi
- Marcello Giorda (VF : Claude Péran) : le général
- Tiberio Mitri (VF : Jacques Thébault) : Mandich
- Gérard Herter (VF : Howard Vernon) : le capitaine autrichien
- Guido Celano (VF : René Blancard) : un major italien
- Gianni Baghino
- Mario Colli (it)
- Mario Feliciani
- Mario Frera (it)
- Mario Mazza
- Gian Luigi Polidoro
- Leandro Punturi

## Récompenses et distinctions
- 1959 : Lion d'or : récompense à la Mostra de Venise[1].
- 1960 : Oscars : nomination dans la catégorie Meilleur film en langue étrangère[2].